# ها دائه-سونگ
ها دائه-سونگ (کره‌ای: 하대성؛ زاده ۲ مارس ۱۹۸۵) یک بازیکن فوتبال اهل کره جنوبی است.
وی همچنین در تیم‌های ملی فوتبال کره جنوبی کره جنوبی کره جنوبی بازی کرده‌است.